# Festiwal Arirang
Festiwal Arirang (kor. 아리랑 축제) – coroczny festiwal kulturowy odbywający się na Stadionie im. 1 Maja w Pjongjangu, stolicy Korei Północnej. Festiwal Arirang organizowano w latach 2002-2013 (oprócz lat 2003, 2004 i 2006, kiedy odwołano festiwal z powodu klęsk żywiołowych). W 2014 roku odwołano festiwal bez podawania przyczyny (spowodowane prawdopodobnie przedłużającym się terminem oddania wyremontowanego stadionu). W 2015 roku odwołano festiwal prawdopodobnie w związku z epidemią eboli.
Pierwsza edycja odbyła się w 2002 roku. Wtedy festiwal miał uczcić 90. rocznicę urodzin Kim Ir Sena.
Na festiwalu prezentowane są występy gimnastyczne i choreograficzne. Spektakle trwają zazwyczaj 90 minut. Festiwal trwa zazwyczaj tydzień, a każdego dnia odbywa się pięć wielkich przedstawień. Widownia bierze udział w występach, układając za pomocą plansz ogromne mozaiki.
W 2012 roku w festiwalu uczestniczyło ok. 1000 zachodnich turystów.